# Cratere Harad̦
Harad̦  è un cratere sulla superficie di Marte.